# Arianna Zampieri
Arianna Zampieri (Mirano, 23 marzo 1988) è una cestista italiana.
Ala di 183 cm, ha giocato in Serie A1 con Venezia, Pozzuoli, Broni e Sesto San Giovanni e disputato due edizioni degli Europei Under-20 e due degli Europei 3x3.